# Pipa carvalhoi
Pipa carvalhoi es una especie de anfibio anuro de la familia Pipidae.

## Distribución geográfica
Esta especie es endémica del este de Brasil. Se encuentra hasta 860 m de altitud en los estados de Pernambuco, Ceará, Paraíba, Sergipe, Espírito Santo, Bahía, Minas Gerais, Alagoas y Rio Grande do Norte. 
Vive en los cuerpos de agua permanentes de la caatinga o la transición entre la caatinga y el bosque atlántico.

## Descripción
Pipa carvalhoi tiene una cabeza triangular grande, con un hocico ancho y redondeado al final. La longitud de la boca hasta la cloaca es de 41 a 68 mm en las hembras, pero los machos son más pequeños en promedio, con un rango de 32 a 57 mm. Esta especie se encuentra entre las  Pipidae, la que tiene los dientes más numerosos y más desarrollados.
En los adultos, el color de la espalda es marrón oscuro o marrón rojizo con algunos puntos marrón oscuro, las extremidades a veces son un poco más pálidas y las manchas oscuras son más visibles. Aunque los dedos de los pies y los dedos tienen el mismo color, la palma entre ellos es translúcida y, de hecho, un poco más pálida. Los tubérculos son aproximadamente del mismo color que el resto de la piel. El vientre, aún más pálido, es de color marrón claro, con algunas manchas oscuras. Los renacuajos tienen dorso de color marrón grisáceo y vientre translúcido.
El cuerpo es robusto y menos aplanado que el de las otras Pipidae, y presenta al nivel de la forma algunas semejanzas con Pipa parva. Su piel está cubierta por pequeños tubérculos cónicos, cuyo tamaño y densidad varía según las partes del cuerpo: su dorso es más garni que el vientre, con una densidad máxima en su parte posterior; Hay particularmente pocos tubérculos en los hombros y el hocico.
Esta especie tiene numerosos órganos de la línea lateral: de 8 a 10 entre las fosas nasales y los ojos, 6 alrededor de los ojos, una doble hilera en la mandíbula, y otras más en el ángulo de la mandíbula y entre la mandíbula y los ojos. Desde la cabecera, dos líneas en la posición lateral cubren la mitad del dorso. Otras líneas llenan los brazos y los flancos, hasta la cloaca y la ingle. En el lado ventral, hay algunos órganos distribuidos en el tórax.

## Reproducción
El comportamiento reproductivo de este anfibio es muy similar al de Pipa pipa y Pipa parva. La madurez sexual se alcanza cuando el individuo tiene entre 7 y 9 meses. Esta especie puede completar varios ciclos de reproducción por año. Tiene 2n = 20 cromosomas.
La dermis y la epidermis de la parte posterior de la hembra están huecas de "cámaras de incubadora vascularizadas" donde se conservarán los huevos.
Durante el apareamiento, el macho agarra a la hembra bajo el agua por un amplexus lumbar. La pareja, liderada por la hembra, sube a la superficie y, antes de alcanzarla, pone los huevos, luego gira hacia el fondo. El macho luego fertiliza los huevos y los empuja hacia la parte posterior de la hembra frotándolos con la parte inferior de su abdomen. Este ciclo de inmersión luego vuelve a armarse hasta que todos los huevos se ponen, se fertilizan y se implantan en la parte posterior de la hembra.
La pared de las cámaras de incubación se adhiere a la cápsula de huevo gelatinosa para mantenerlas. Los embriones en desarrollo podrán realizar intercambios respiratorios con los vasos sanguíneos que irrigan la pared de la cámara.

## Nomenclatura y taxonomía
Esta especie fue descrita científicamente por primera vez con el nombre de Protopipa carvalhoi en 1937 por el zoólogo brasileño Alípio de Miranda-Ribeiro. En 1948, el herpetólogo estadounidense Emmett Reid Dunn coloca la especie en el género Pipa.

## Estado de conservación
Esta especie no muestra signos de disminución significativa, y la UICN la ha clasificado como "LC" (preocupación menor). Sucede que se encuentra en piscifactorías, donde se considera dañino. Las principales amenazas importantes para esta especie son la pérdida de hábitat, incluida la contaminación agrícola (contaminación de cuerpos de agua por ganado o contaminación por pesticidas).

## Etimología
Esta especie lleva el nombre en honor a Antenor Leitão de Carvalho.

## Publicación original
- Miranda-Ribeiro, 1937 : Sobre uma collecção de vertebrados do nordeste brasileiro. Primeira parte: peixes e batrachios. O Campo, Río de Janeiro, vol. 1937, p. 54-56.[6]